# The Saddle Girth
The Saddle Girth è un cortometraggio muto del 1917 diretto da E.A. Martin e da Tom Mix, autore anche del soggetto, nonché interprete principale del film, un western prodotto dalla Selig Polyscope Company. Gli altri interpreti erano Louella Maxam e Sid Jordan.

## Trama
In Arizona, tra i partecipanti ai rodei, i più bravi sono quasi sempre i ragazzi del Diamond S Ranch che riescono a vincere a ripetizione premi in tutte le specialità del genere. Uno dei migliori è Tom, specializzato nella monta e nel roping, il sistema per catturare il bestiame con il lazo, un cowboy che dimostra in maniera spettacolare la propria abilità, stimolato forse anche dal fatto che, tra il pubblico presente, si trovi ad ammirarlo la bella Mary Johnson. Anche Jim Owens, un altro cowboy del ranch, è innamorato di Mary. E, consumato dalla gelosia per i continui trionfi del rivale, decide di intervenire usando ogni mezzo per sbarazzarsi di lui, facendogli fare una brutta figura. Recide, non visto, parte dei legami che tengono legata la sella di Tom. Così, quando il rivale, durante la sua esibizione, esegue una pericolosa acrobazia, la sella si stacca scagliandolo a terra con estrema violenza. Il colpo è talmente forte da renderlo incosciente. Intanto, però, si scopre la causa dell'incidente e si cerca di trovare il responsabile della manomissione della sella. Mary, sospettando che il colpevole sia Jim, è spinta da questa sua convinzione a scegliere definitivamente tra i due uomini, promettendo a Tom di diventare sua moglie.

## Produzione
Il film fu prodotto dalla Selig Polyscope Company.

## Distribuzione
Distribuito dalla General Film Company, il film - un cortometraggio in una bobina - uscì nelle sale cinematografiche statunitensi il 17 febbraio 1917. In Brasile, prese il titolo Selas e Barrigueiras.